# Brouwerij 't Scheepje
Brouwerij 't Scheepje is een historische bierbrouwerij uit de Noord-Hollandse stad Haarlem. De brouwerij, die uit 1351 dateerde, was gelegen aan de Houtmarkt 7 langs het Spaarne. In 2024 is de brouwerij heropgericht, en brengt zij opnieuw een eigen bier op de markt.

## Geschiedenis

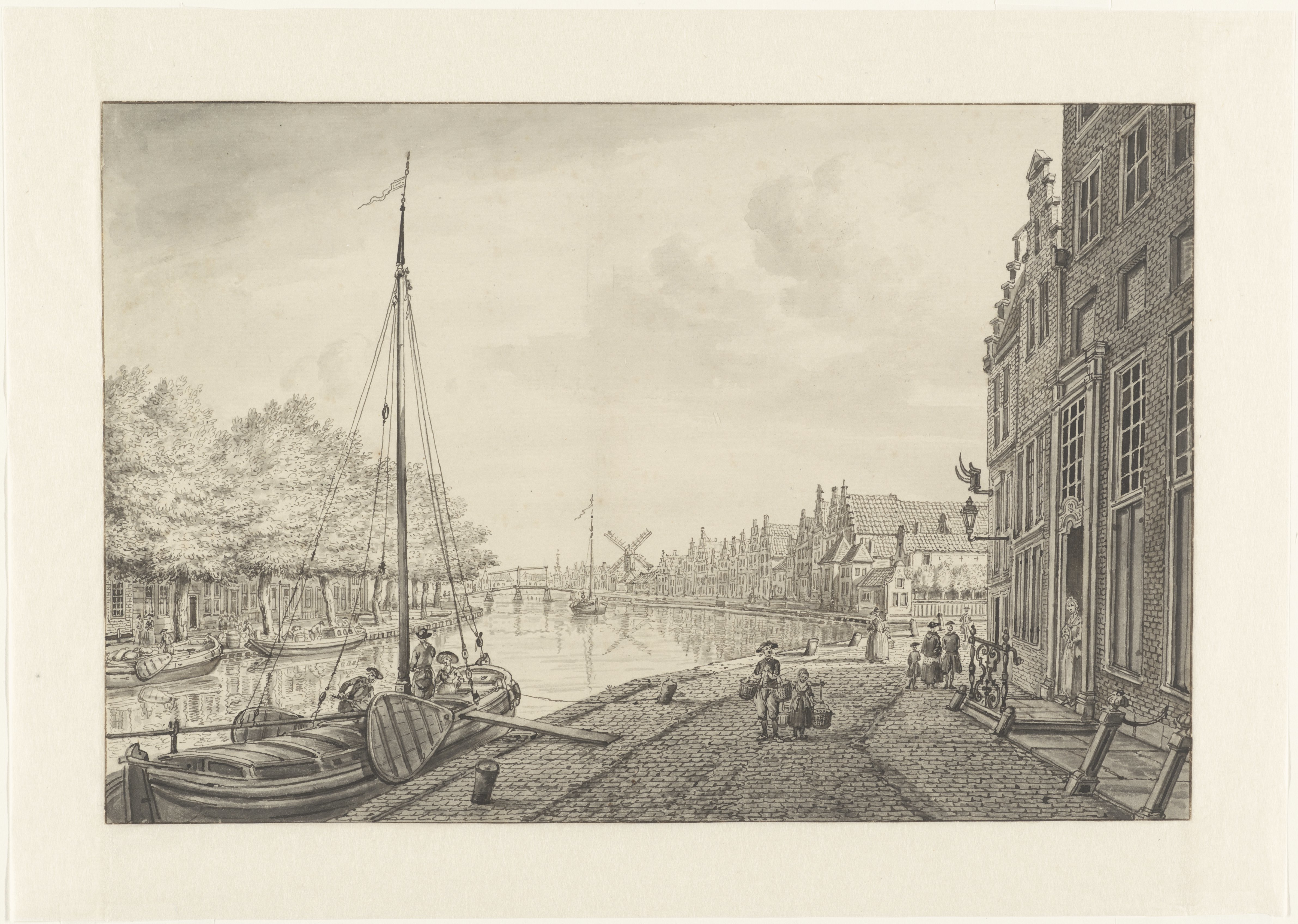
Het Spaarne en de Houtmarkt met linksachter de moutmolen van de brouwerij

Op 18 juni 1618 kreeg de brouwerij toestemming om boven op de brouwerij een moutmolen te bouwen. Deze molen, die was uitgevoerd als standerdmolen, moet minstens bestaan hebben tot 1751; toen sloeg de bliksem in deze op deze molen. De brand die daarop volgde kon worden geblust, maar wat er daarna met de molen is gebeurd is onbekend. Wel komt de molen nog voor op een foto van Pieter Oosterhuis uit 1865.
De brouwerij sloot in 1914 en was daarmee een van de langst bestaande brouwerijen in Nederland.
Van de brouwerij resteert alleen nog het kantoorpand aan de Haarlemse Houtmarkt. Dit pand, dat inmiddels een rijksmonument is, huisvestte onder andere na de sluiting nog de drukkerij Vernhout & Van Sluyters. Het pand was echter zeer gaan verloederen, en in 2011 besloot de gemeente dan ook om het pand te renoveren.

## Productie
in het Noord-Hollands Archief ligt het archief van de voormalige brouwerij opgeslagen. Dit archief kent een tijdvak vanaf 1817 tot en met 1827 en vanaf 1847 tot en met 1876. De beschikbare informatie over het productieproces verschilt in deze periodes enorm. 
Zo werd in 1817 alleen de samenstelling van de granen vermeld, werden in 1825 ook de hopsoorten en kruiden vermeld, en werden er tevens kalfspoten gebruikt om het bier helder te maken. In 1850 werd slechts alleen de graanstorting vermeld, echter stond er nu wel bij geschreven hoe lang het bier werd gekookt en hoe het brouwsel werd opgesplitst in verschillende biersoorten en -sterkten. In 1875 zijn de kookgegevens weer summierder, wel werd de meting van het sacharose-gehalte (suikergehalte) vermeld.

## Heroprichting
In 2024 is de brouwerij door twee buurmannen woonachtig aan de Houtmarkt nieuw leven ingeblazen. Het eerste gebrouwde bier dat ze uitbrachten heet de Boegbreker en is een blondbier. Dit bier is geïnspireerd op een recept uit 1825. 